# Van Dooren Sisters
Die Van Dooren Sisters sind eine 2001 gegründete christliche Popgospel-Band aus München, welche aus den fünf Schwestern Naomi Appel, Esther Lawrence, Lizzy van Dooren, Miriam van Dooren und Debby van Dooren besteht.

## Familie
Die Eltern der fünf Schwestern sind Thomas van Dooren, ein Musiker und Pastor aus Berlin und die US-amerikanische Fotografin und Autorin Kristine van Dooren. Die beiden lernten sich in Berlin kennen und lebten Anfang der siebziger Jahre in Kalifornien, wo auch ihre erste Tochter Naomi zur Welt kam. Später wanderten sie nach München aus.

## Geschichte
Schon sehr früh wurden die fünf Mädchen von den Eltern dazu angehalten, Musik zu machen und zu singen. Familienauftritte waren keine Seltenheit. In der Familie wurde der christliche Glaube, insbesondere die Liebe Gottes und die Hoffnung schon immer mit Musik verarbeitet und weitergegeben. 1999 starb Thomas van Dooren an Krebs. Die Schwestern fanden sich nun wieder als Band zusammen und veröffentlichten ihre Maxi-CD This Day. Kurze Zeit später folgte das Album Share Eternity. Durch Auftritte im In- und Ausland wurden sie in der christlichen Musikszene sehr bekannt. Allerdings können sie nach eigener Aussage von der Musik allein noch nicht leben.

## Bandmitglieder

### Naomi van Dooren
Die älteste, noch in Kalifornien geborene Schwester, Naomi van Dooren (eigentlich Naomi Appel), bekam bereits mit 15 ihren ersten Plattenvertrag bei BMG/Ariola. Auf den Rat eines Freundes hin lehnte sie ihn jedoch ab. Im Gospelchor sang sie als Solistin und gründete eine eigene Band. Sie veröffentlichte zwei CDs und war 1998 die deutsche Gesangsstimme von Arielle in der Neusynchronisation von Disneys Arielle, die Meerjungfrau.
Naomi ist mit Mike Appel verheiratet und hat zwei Kinder. Für die Van Dooren Sisters schrieb sie bereits viele Songs. Sie hat bereits bei Produktionen wie Starke Frauen – Sanfte Töne  oder In Love with Jesus durch Songs und Stimme mitgewirkt. Als Vocalcoach war sie in den Jahren 2011 und 2012 in der ersten und zweiten Staffel der Castingshow The Voice of Germany Teil von Team Rea.

### Esther van Dooren
Esther van Dooren (verheiratet Esther Lawrence), die mit ihrem Mann heute in London lebt, machte in München, Mailand und an der Alvin Ailey Dance School in New York ihre Tanzausbildung.

### Lizzy van Dooren
Lizzy van Dooren absolvierte ein dreijähriges Management-Studium an der Paul-McCartney-Universität. Sie ist erfolgreiche Castingagentin und Eventmanagerin. Da sie bereits mit zehn Jahren ein Stipendium für eine Tanzausbildung in München erhalten hatte, war sie bereits in Musicals, Videoclips und Shows tätig.

### Miriam van Dooren
Miriam van Dooren spielte schon früh Klavier und tanzte. An der Heinz-Bosel-Stiftung machte sie eine Ballettausbildung. Ihr Wunsch, auch Schauspielerin zu werden, erfüllte sich ebenfalls, da sie ihr Studium an der London International School of Acting erfolgreich abschloss. Allerdings arbeitete sie davor schon als Model und Synchronsprecherin und spielte z. B. bei Marienhof mit.
Zusammen mit ihren Schwestern Naomi und Debby schrieb sie die Songs für das Album Share Eternity.

### Debby van Dooren
Debby van Dooren (auch Debby, eigentlich Deborah Rebekka van Dooren) sang bereits mit drei Jahren in der Olympiahalle. In den Musicals Just One World und Annie spielte sie die Hauptrolle. Bei SistaSista wurde sie mit elf Jahren Leadsängerin. Kurz darauf synchronisierte sie u. a. die deutschen Stimmen von Melody in Arielle, die Meerjungfrau 2 – Sehnsucht nach dem Meer, Kiara in Der König der Löwen 2 – Simbas Königreich und Miriam in Der Prinz von Ägypten. Mit acht Jahren schrieb sie ihre ersten Songs und hat beinahe alle Melodien des Albums Share Eternity komponiert und im eigenen Studio produziert. Im September 2013 veröffentlichte sie ihr erstes Soloalbum Not afraid und die gleichnamige Biografie. Im Herbst 2015 nahm sie im Team von Andreas Bourani an der fünften Staffel der Gesangs-Castingshow The Voice of Germany teil. Sie sang außerdem im Film Vaiana – Das Paradies hat einen Haken, aus 2016, die Lieder Ich bin bereit und Wer du bist.

## Stil
Musik
In ihren Liedern vermischen die Van Dooren Sisters Einflüsse von R&B, Soul und Pop.
Auftreten
Auf die Frage, ob es bei ihnen nie Streit gebe und wie sich das auf ihre Auftritte auswirke, sagte Naomi gegenüber Radio Horeb, Streit gebe es bei ihnen natürlich auch manchmal. Aber einer mache dann irgendwann den Anfang sich zu versöhnen und diese leibhaftige Erfahrung Gottes sei dann bei einem Konzert einfach spürbar. Nach einer Versöhnung habe ein Konzert einfach mehr Schwung und Begeisterung und die Botschaft komme ehrlicher.
Texte
Die Texte der Van Dooren Sisters handeln von Liebe, Familie, Freundschaft und vor allem von Gott. In dem Lied Daddy Song wird der Tod des Vaters verarbeitet.

## Diskografie
- 2004 – This day (Single)
- 2006 – Put your head high (Single)
- 2006 – Share Eternity (Album)